# Plan Étudiants
Le Plan Étudiants est un projet de réforme de l’enseignement supérieur en France proposé à la fin de l’année 2017 par le gouvernement d’Édouard Philippe visant notamment à répondre au problème de saturation supposée des universités. Le plan a été concrétisé par la loi relative à l'orientation et à la réussite des étudiants adoptée le 15 février 2018 et par la mise en place du logiciel Parcoursup, succédant à Admission Post-Bac. Dans le mois suivant, un mouvement d’opposition chez les étudiants grandit et se joint aux protestations en cours des salariés. Le plan sera suivi par la réforme du lycée.

## Historique

### Contexte
Jusqu’en 2018, les conditions d'accès en premier cycle universitaire sont fixées par la loi du 26 janvier 1984 sur l'enseignement supérieur selon laquelle « le premier cycle est ouvert à tous les titulaires du baccalauréat et à ceux qui ont obtenu l’équivalence ou la dispense de ce grade […]. Lorsque l’effectif des candidatures excède les capacités d’accueil, les inscriptions sont prononcées, par le recteur chancelier, en fonction du domicile, de la situation de famille du candidat et des préférences exprimées par celui-ci ».
Face à des candidatures de plus en plus importantes, le tirage au sort a été employé pour sélectionner les étudiants dans les filières « en tension », d’abord sans assise légale, puis légitimé par une circulaire de 2017 lorsque Najat Vallaud-Belkacem était ministre de l’Éducation nationale,.
En 2017, le dispositif juridique ainsi que le site Admission Post-Bac, mis en place en 2009, font l’objet de plusieurs critiques. La première d’entre elles concerne le nombre d’élèves déboutés par tirage au sort (8 900 élèves pour leur premier vœu dans leur académie en 2017). En octobre 2017, c’est la Cour des comptes qui conclut que le site Admission Post-Bac, mis en place en 2009, a été amené à jouer « un rôle de régulateur de l’accès à la licence », selon des critères « peu ou mal connus des candidats [et qui] ne correspondent pas exactement aux dispositions du code de l'éducation ».

### Présentation du plan et contestations
Le plan Étudiants est présenté le 30 octobre 2017. Le 19 décembre 2017, la loi relative à l'orientation et à la réussite des étudiants est votée en première lecture à l'Assemblée nationale.
Dans le même temps, des étudiants et futurs étudiants manifestent contre cette loi sur la voie publique. Les opposants à la loi estiment que l'accès aux universités découlera d'une « sélection déguisée », les universités classant les candidatures en comparant les compétences des candidats aux compétences « attendues » pour chaque filière. Ce classement départagera les candidats dans les cas où le nombre de candidatures dépassera celui des places disponibles. Le sénateur communiste Pierre Ouzoulias déclare à ce sujet : « Ce ne sont plus les étudiants qui vont choisir leur université, mais les universités qui vont choisir les étudiants »,.
Des lycéens se mobilisent dès le mois de février. Ainsi, le 6 février 2018, une mobilisation nationale lycéenne comptabilise quelques milliers de manifestants soutenus par le Snes-FSU, la CGT-Educ'action, le Snuep-FSU, Sud Éducation, le Snesup-FSU, l’Unef, la FO, la Ferc-CGT et les syndicats lycéens UNL et SGL,.
L’ayant auparavant soutenu, la Fédération des associations générales étudiantes (FAGE) retire, quelques heures avant le vote définitif, son soutien au texte. Ce dernier est tout de même adopté par le parlement le 15 février 2018.
Pendant le premier semestre 2018, le gouvernement met également au point la réforme du lycée, dans la continuité du Plan Étudiant, afin d’adapter le lycée au nouveau baccalauréat.
Des mouvements d’opposition manifestent et bloquent certaines facultés, notamment soutenus au niveau national par Sud Solidaires et l’Union nationale des étudiants de France (UNEF). Dans la nuit du 22 au 23 mars, les occupants de la faculté de droit de Montpellier sont victimes de violences armées par une bande cagoulée. La vidéo de l’évènement entraine l’extension du mouvement d’opposition. Le mouvement se joint ainsi aux protestations des salariés, avec les cheminots en tête.
Dans le même temps, les cheminots relancent un mouvement social contre le plan ferroviaire qui est annoncé, tandis que les fonctionnaires manifestent pour leur pouvoir d’achat. Le 31 mars, se tient une « coordination nationale des luttes » étudiantes sur le site de la Victoire de l’Université de Bordeaux, succédant aux coordinations nationales de Rennes puis de Toulouse plus tôt dans le mois de mars. Un des enjeux est de coordonner les luttes étudiantes avec celles des salariés.
Début avril 2018, plusieurs facultés dans différentes universités sont bloquées : Université Toulouse-Jean-Jaurès, Université Paul-Valéry-Montpellier, Université Paris-VIII, Université Paris-Descartes (Campus Boulogne), Université Paris Nanterre, Université Sorbonne-Nouvelle (Campus Censier), Université Lumière-Lyon-II, Université Panthéon-Sorbonne (campus Tolbiac), Sorbonne Université (campus Clignancourt), Université de Lorraine (faculté des lettres), Université de Lille (faculté de droit), Université de Bordeaux (campus de la Victoire),, Université de Poitiers (faculté de sciences humaines et arts), Université Rennes-II, Université de Limoges (faculté des lettres et sciences humaines), Université Grenoble-Alpes (parties de l'antenne de Grenoble).

### Bilan de la Cour des comptes
Un premier bilan du plan Étudiants est dressé en 2020 par la Cour des comptes. Elle souligne que les mesures d’accompagnement dans les lycées sont « appliquées de manière inégale [dans les] établissements et [les] territoires », et que « les quotas de boursiers et de bacheliers professionnels et technologiques n’ont eu que de faibles effets ». Enfin, la Cour n’exclut pas que puisse se construire « un système universitaire à deux vitesses, au détriment des étudiants inscrits dans des universités moins prestigieuses », du fait de la sélectivité rendue possible en diminuant le nombre de places disponibles.

## Contenu du plan

### Loi relative à l'orientation et à la réussite des étudiants
Présenté le 22 novembre 2017, le texte est discuté à l’Assemblée nationale en décembre, et au Sénat en février 2018, alors que les étudiants inscrivent déjà leurs vœux sur Parcoursup.
La loi est composée de seize articles, qui pour la plupart modifient le code de l'éducation.
Les modalités d’accès aux études supérieures prennent la forme suivante : lorsque l'effectif des candidatures excède les capacités d'accueil d’une formation, les inscriptions sont prononcées par le président ou le directeur de l’établissement dans la limite des capacités d’accueil, au regard de la cohérence entre, d’une part, le projet de formation du candidat, les acquis de sa formation et ses compétences et, d’autre part, les caractéristiques de la formation. L'inscription dans une formation du premier cycle dispensée par un établissement public est précédée d'une procédure nationale de préinscription qui permet aux candidats de bénéficier d'un dispositif d'information et d'orientation qui, dans le prolongement de celui proposé au cours de la scolarité du second degré, est mis en place par les établissements d'enseignement supérieur,.
La contribution à la vie étudiante et de campus est créée, d’un montant de 90 euros. Elle est affectée aux établissements d’enseignement et aux centres régionaux des œuvres universitaires et scolaires pour favoriser l’accueil et l’accompagnement social, sanitaire, culturel et sportif des étudiants et conforter les actions de prévention et d’éducation à la santé réalisées à leur intention. Elle remplace notamment la participation des étudiants aux dépenses de la médecine préventive.
À partir de la rentrée 2018, les nouveaux étudiants sont rattachés au régime général de la sécurité sociale et les mutuelles étudiant ne gèrent plus l’assurance maladie.

### Modification des conditions d'obtention du diplôme de licence
En juillet 2018, un arrêté modifie le fonctionnement du diplôme de licence. Il entre en vigueur au plus tard à la rentrée 2019. L’évaluation continue remplace les traditionnels examens et la seconde session d’examen est remplacée par une « seconde chance »,.

### Autres
À compter de la fin 2017, et pour assurer un accompagnement personnalisé de chaque lycéen, un second professeur principal est nommé en classe terminale,.
Pour les filières saturées, des places supplémentaires sont ouvertes.
Une réforme des aides sociales pour les étudiants est prévue. Ainsi, une allocation annuelle peut être versée aux étudiants proches du seuil de la bourse sur critères sociaux.
Une concertation pour améliorer la reconnaissance du travail des enseignants du supérieur est lancée, mais celle-ci est boycottée par trois syndicats représentatifs (Sud, FSU et CGT) qui considèrent que les réformes du Plan Étudiants et celle du lycée sont passées en force et donc que les conditions du dialogue ne sont pas réunies.

## Critiques et objections

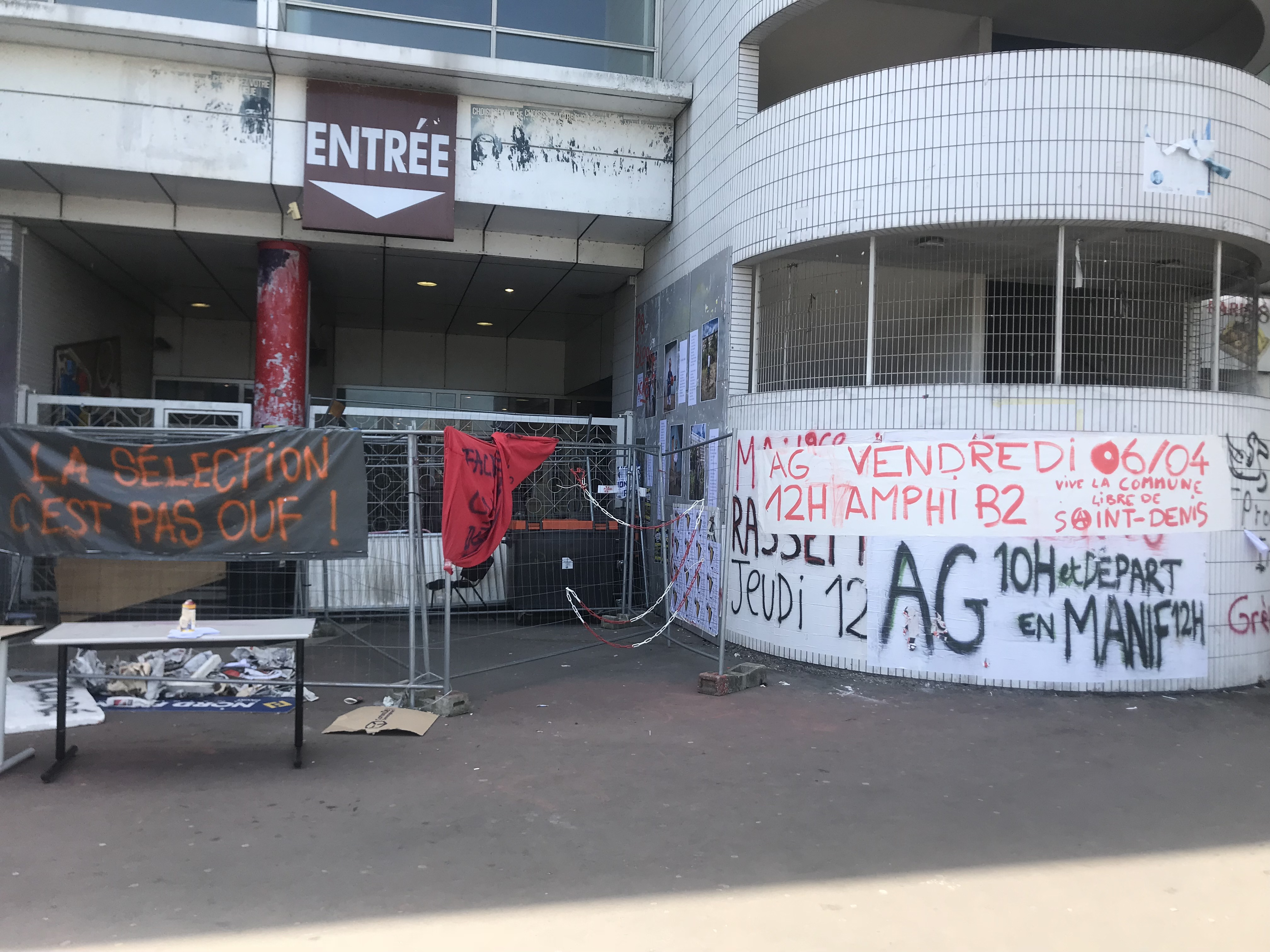
L'Université Paris-VIII bloquée, le 6 avril 2018.

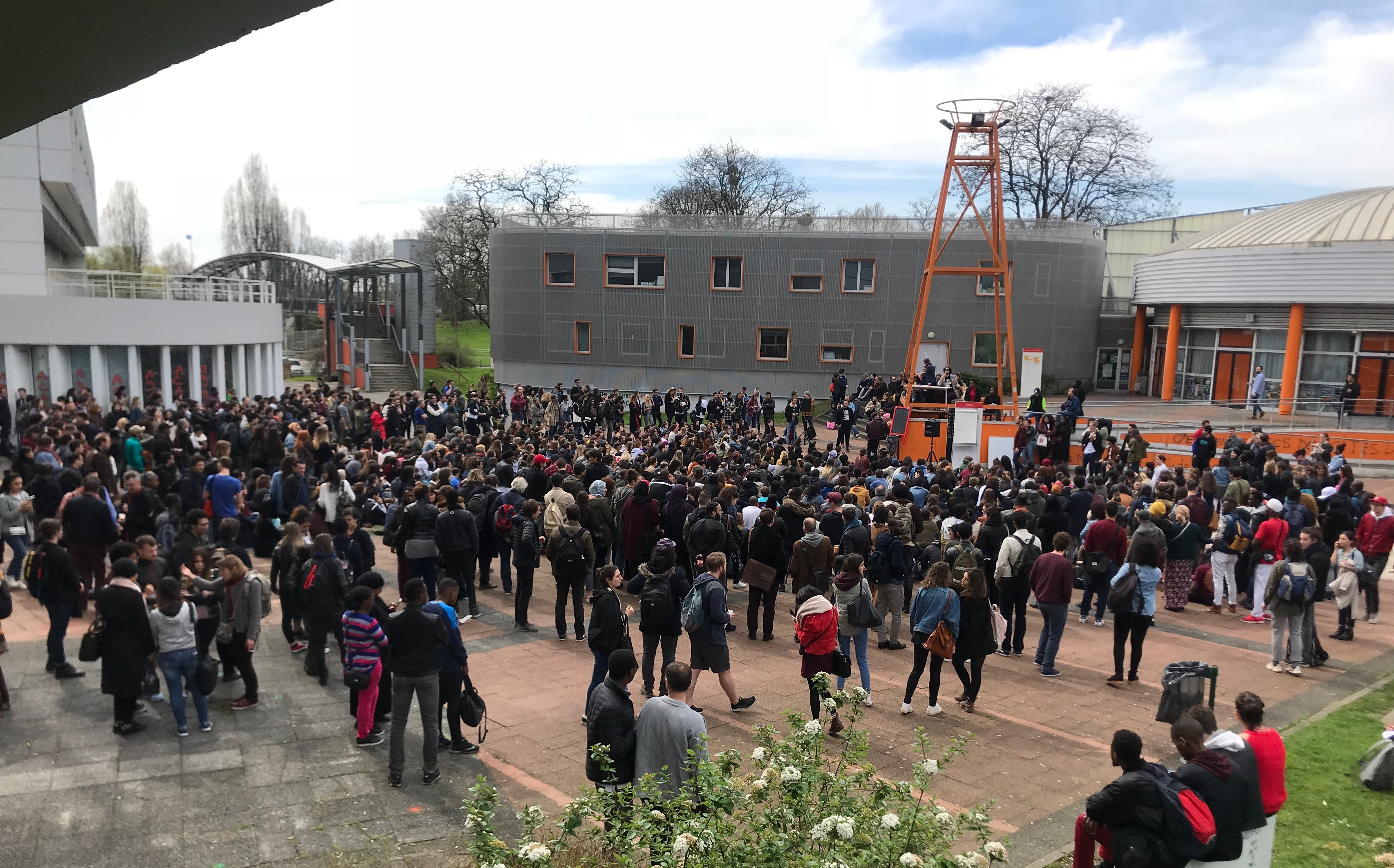
Assemblée générale à l'Université Paris-VIII, le 11 avril 2018.

### Sur la liberté de choix quant à l'orientation des bacheliers

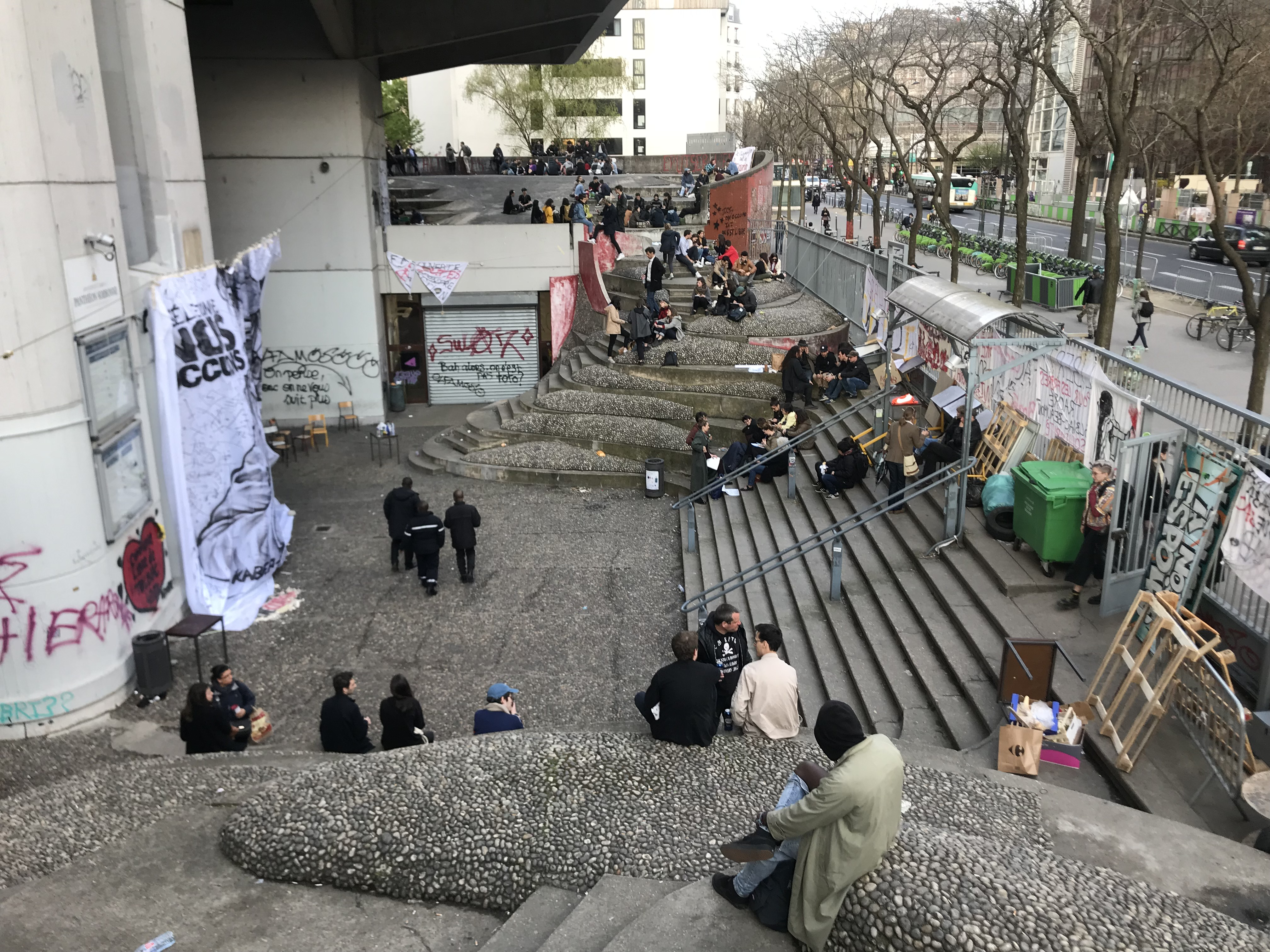
Le Centre Pierre-Mendès-France bloqué (Université Panthéon-Sorbonne), le 13 avril 2018.

Les opposants dénoncent le fait que les postulants à l’université ne puissent choisir leur orientation, mais qu’au contraire elle leur est imposée par des critères algorithmiques. Ainsi le logiciel Parcoursup est considéré comme un « outil de tri social ».
Par ailleurs, le manque de transparence du processus de sélection des étudiants est regretté.
Les opposants regrettent également que la réorientation soit vue comme un échec et dénoncent le fait qu’un baccalauréat technologique ou professionnel implique un STS ou un IUT. La sociologue Sophie Orange considère par exemple que cela « répond à une stricte logique de gestion des flux » sans induire une meilleure réussite car « cela risque de rigidifier les parcours de formation qui dépendront davantage de l’origine scolaire, dont on sait bien qu’elle dépend elle-même fortement de l’origine sociale ».
Il est aussi fait la remarque que la loi profite à des entreprises qui se créent pour proposer aux candidats des services d’accompagnement dans la gestion du logiciel Parcoursup et des procédures d’inscription.

### Sur la sélection à l'entrée à l'université
Pour les filières saturées, le Plan Étudiant institutionnalise une sélection sur dossier, remplaçant le tirage au sort qui s’était imposé quelques années auparavant.
Cependant, le logiciel Parcoursup oblige les composantes universitaires à classer les dossiers des postulants, et ce même si elle a décidé d’accepter l’intégralité des demandes. Refusant un travail de classement inutile et jugé contraire à toute éthique, certaines formations font part de leur intention de ne pas classer les dossiers comme il leur est demandé.
Par ailleurs, suivant Le Parisien, la presse révèle que la plateforme Parcoursup n’aurait pas pris en compte la problématique du handicap en mettant en concurrence les dossiers des élèves handicapés avec les autres dossiers.

### Financement de la réforme
La ministre Frédérique Vidal a annoncé un financement à hauteur de 1 milliard d'euros sur le quinquennat et le financement de 19 000 places supplémentaires à l'Université.
Cependant, sans compter le surcoût induit par la réforme, on estimait déjà en 2015 qu'« il [manquait] de 1 à 2 milliards d’euros par an aux universités ». De plus, selon la sénatrice Laure Darcos et le sénateur Jacques Grosperrin, il manque plus de deux milliards d’euros pour financer le Plan Étudiants sur la période 2018 à 2022. Enfin, le dossier de presse « Parcoursup 2018 au service de l’orientation et de la réussite des futurs étudiants » révèle que ce financement est en réalité de moins de 71 millions d'euros pour les deux premières années, et que seulement 15 % des places annoncées ont réellement été financées.

### Ouverture du marché de l'enseignement supérieur et risques de privatisation
Le lancement de la réforme s'est accompagné d'un rapide développement du coaching en orientation. Elle serait ainsi une étape de la privatisation de la mission du service public d'orientation.
Selon le syndicat enseignant du supérieur Snesup-FSU, la loi ORE est une « usine à gaz destinée à institutionnaliser la sélection mais aussi une vaste entreprise de destruction du service public ». Un président d'université a également dénoncé une « réforme "massue" qui va mettre en concurrence les universités ».

### Sécurité sociale des étudiants
Concernant le volet santé du plan, l’association Act Up s’inquiète dans un communiqué du 7 février 2018 qu’en inscrivant les étudiants dans le régime général de la sécurité sociale, le gouvernement supprime par la même occasion la dotation pour des actions de prévention à la santé, auparavant versée à La Mutuelle des étudiants et aux mutuelles du réseau Emevia.

### Sur la réforme du baccalauréat
La protestation vise également la réforme du baccalauréat dont l’une des annonces majeures est la mise en place du contrôle continu comptant pour 40 % de la note du diplôme. Les contestataires parlent ainsi d’une augmentation des inégalités entre les lycées.

### Sur la répression policière
Enfin, certains opposants considèrent être victimes de répressions policières, en particulier après l’évacuation musclée du campus parisien de Tolbiac.
Lors d’une assemblée générale le jeudi 10 mai à l’Université Paris-VIII, les étudiants ont intercepté un individu utilisant un équipement d’enregistrement audio et vidéo et l’ont suspecté d’être un membre de la direction des renseignements. Celui-ci abandonne son matériel aux étudiants. Plus tard, la préfecture de police de Paris contacté par le site Lundimatin n’affirme ni n’infirme l’appartenance de l’individu à leurs effectifs,.
En marge de la manifestation du 22 mai 2018, des centaines de personnes se rendent dans le Lycée Arago, dans le 12e arrondissement de Paris pour effectuer une assemblée générale contre la loi ORE. Après l’intervention de la police, 102 personnes — dont 40 mineurs — sont mis en garde à vue pour intrusion dans un établissement scolaire et participation à un groupement en vue de commettre des violences ou des dégradations. La garde à vue est prolongée pour atteindre quarante-huit heures — mesure prise si l'infraction concernée est punie d'au moins un an de prison. Cette mesure suscite l’incompréhension et les critiques des parents qui ont été contactés, pour certains, plusieurs heures après l’arrestation alors que la loi prévoit un avertissement immédiat de la famille,,,. Le 24 mai, vingt-sept mineurs sont déférés en justice,.

## Mouvement d'opposition

### Blocages d'universités
De nombreux blocages et occupations d’universités ont eu lieu en mars, avril et mai 2018 en guise de protestation contre la loi ORE et le logiciel Parcoursup, déjà entrés en vigueur. L’évacuation musclée de l'université de droit de Montpellier en mars a déclenché le mécontentement dans d’autres universités. De nombreux campus ont alors été bloqués par des associations étudiantes, comme le campus Tolbiac-Pierre-Mendès-France de l'université Paris-I, le campus de Nanterre, le campus de Bordeaux.
La frise ci-dessous essaie de représenter les jours de blocage des différentes universités françaises,,[réf. incomplète].

#### Blocages des examens
Après l’évacuation par les forces de l’ordre de plusieurs facultés occupées ou bloquées,, les mouvements de contestation continuent leurs revendications en bloquant l’accès à des universités qui doivent alors annuler la tenue des examens. Ces derniers sont reportés, transformés en devoirs maisons ou encore en épreuves sur internet. C’est le cas par exemple dans les universités d’Aix-Marseille, Nantes, Limoges, Lyon-II, Nanterre et Rennes-II,. À Nantes, des partiels sont annulés après des protestations d’étudiants en raison de la rétention de leur carte étudiante.

### Acteurs du mouvement d'opposition
Principalement mené par les étudiants, le mouvement d’opposition compte également parmi ses rangs des lycéens, des enseignants du secondaire et du supérieur ainsi que d’autres mouvements souhaitant une convergence des luttes.

#### Étudiants
Le mouvement étudiant est soutenu par les organisations syndicales Solidaires et Unef mais est assez autonome vis-à-vis de ces organisations.
À Nantes, la situation est particulière, les associations étudiantes et les syndicats sont affaiblis, des comités autonomes par filières se mettent en place, en prenant des noms humoristiques (comme le CHAT, Comité des historien⋅nes⋅s autonome du Tertre) et conduisent le mouvement étudiant et les blocages.

#### Lycéens
Le mouvement lycéen se caractérise par divers blocages, peu coordonnés et éparpillés du mois de mars à juin.
À Paris, plusieurs lycées sont brièvement occupés, successivement les lycées Victor Hugo, Voltaire, Arago, et Charlemagne,.

#### Enseignants
À l’instar de la tribune écrite par les enseignants du département cinéma de l'université Paris VIII et publiée sur le site du journal Libération au lendemain des premiers résultats des sélections critiquant le « langage en chocolat » — reprenant l'élément de langage d'Emmanuel Macron pour critiquer le mouvement d'opposition — proposé par Parcoursup, certains enseignants demandent aussi le retrait de la loi ORE. Plusieurs tribunes ont ainsi été publiées avec des signataires provenant des principales universités françaises (Aix-Marseille, Lyon, Paris, Toulouse, Rennes…),.
Le 5 mai 2018 est réunie une coordination nationale des universités à l’initiative des syndicats et associations CGT FERC-SUP, SNASUB-FSU, SNEP-FSU, SNESUP-FSU, SUD Éducation, ASES, ANCMSP, Collectif des Travailleur·e·s précaires de l’ESR, SLU. Celle-ci appelle à la grève illimitée.

#### Autres soutiens
Différentes actions menées par le mouvement d’opposition à la loi ORE ont fait l’objet d’une coordination avec des mouvements issus de professions extérieures à l’enseignement. Les dockers cégétistes de Marseille ont ainsi soutenu le blocage du site universitaire de la Canebière,. Engagés dans le mouvement contre la réforme ferroviaire, les cheminots ont aussi soutenu les étudiants dans plusieurs villes à l’exemple de Marseille et de Lille,,.

### Réaction législatives
Le 17 mai 2018, une proposition de loi est présentée au Sénat en réaction aux mobilisations dans diverses universités françaises. Le projet de loi prévoit une extension de l'article 431-22 du code pénal réprimant le blocage des établissements d'enseignement scolaire dans le champ de l'enseignement supérieur. Nommé « Proposition de loi visant à renforcer la liberté des étudiants de passer leurs examens », le projet prévoit une sanction d'un an d'emprisonnement et 7 500 euros d'amendes,. Le code pénal, dans sa rédaction de 2010, réprime uniquement le blocage des établissements scolaires ; et dans un jugement de 2012, la Cour de cassation estime que les établissements supérieurs n'en font pas partie, ce que le sénateur Laurent Lafon dénonce comme un vide juridique. 
Ultérieurement, plusieurs législateurs déposent des amendements à la loi de programmation de la recherche en 2020 ou à la loi dite « séparatisme » de 2021 visant à punir le délit d'entrave ou le blocage à l'université.